# Аназарб
Аназа́рб (лат. Անազարբուս; лат. Anazarbus) — місто-фортеця в Кілікії. Нині розміщується на території Туреччини в районі Чукурова провінції Адана .

## Історія
На початку нашої ери мало назву Цезарея; перебудована Юстином I у VI столітті після землетрусу місто почало йменуватись Юстинополем.
З XI століття було столицею незалежного вірменського князівства Рубенідів. За часів правління Рубенідів і входження до складу Кілікійського вірменського царства, спустошене місто було заселено й обнесено стіною. В було збудовано низку церков, руїни однієї з них XII століття збереглись дотепер. 1905 року вона була сфотографована Гертрудою Белл, зокрема вона зняла вірменський напис навколо карнизу церкви, який ще за півстоліття до неї скопіював Віктор Лангуа. Нині напис відсутній на споруді

## Відомі особи
- Педаній Діоскорід, грецький натураліст I століття
- Оппіан, грецький епічний поет II століття

## Галерея

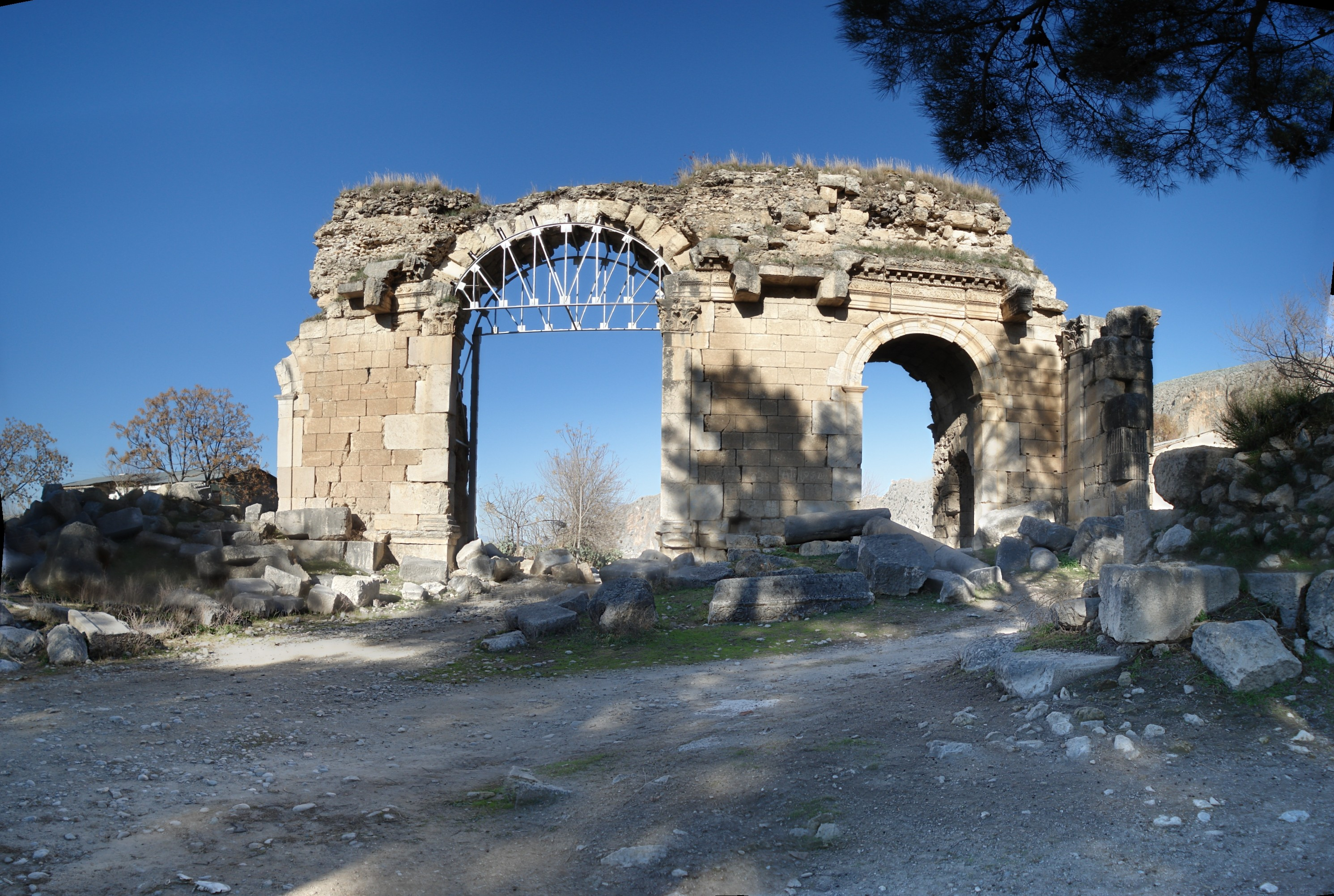
Тріумфальна арка південної брами міста
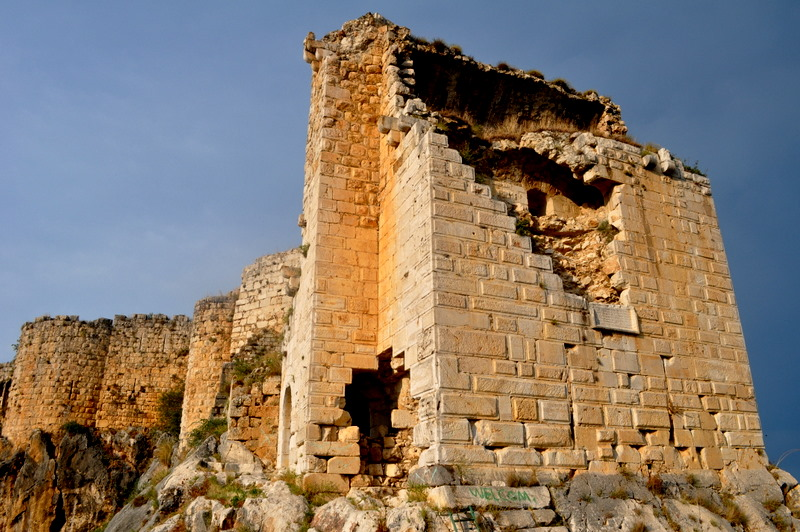
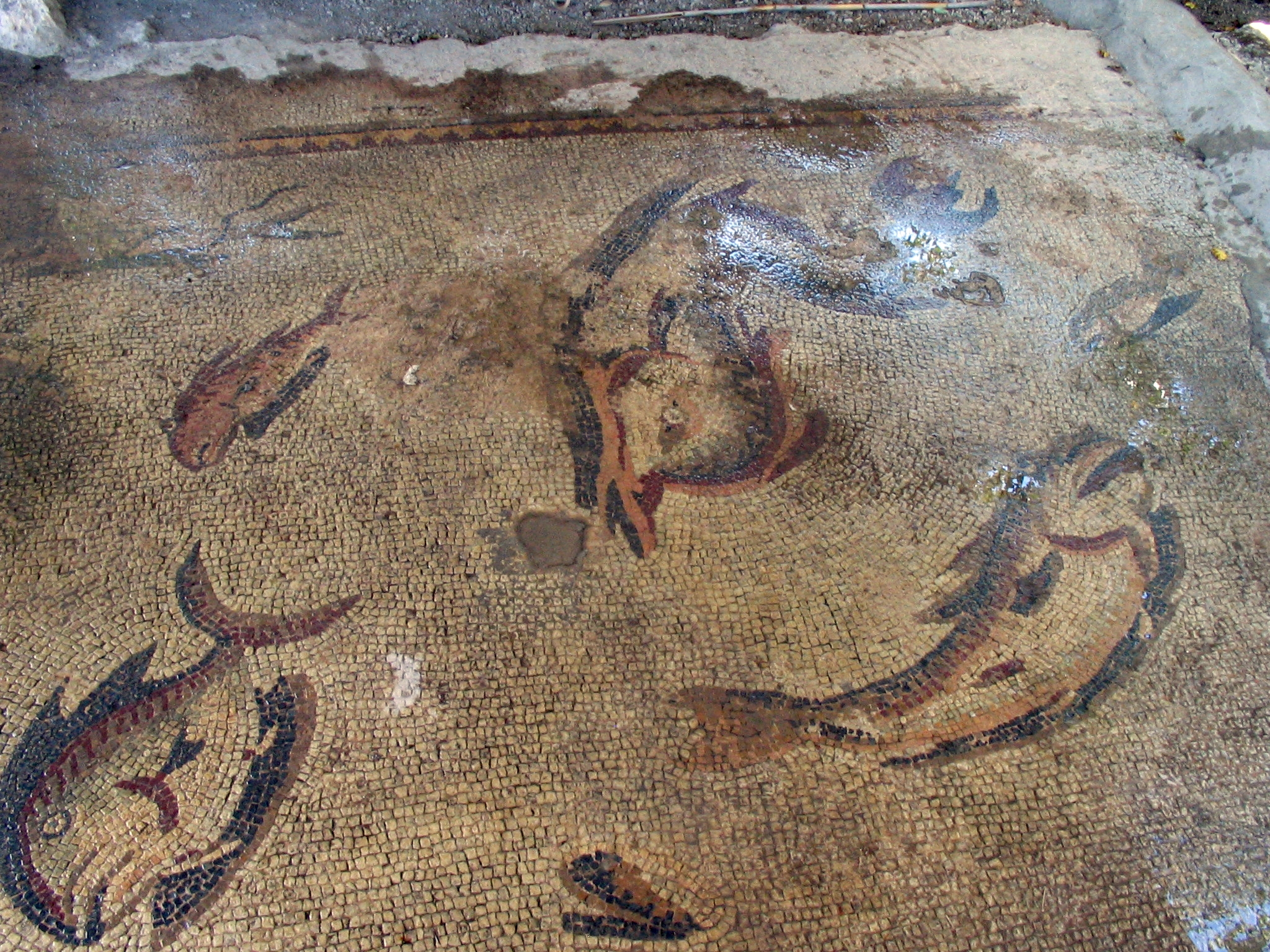
Мозаїка
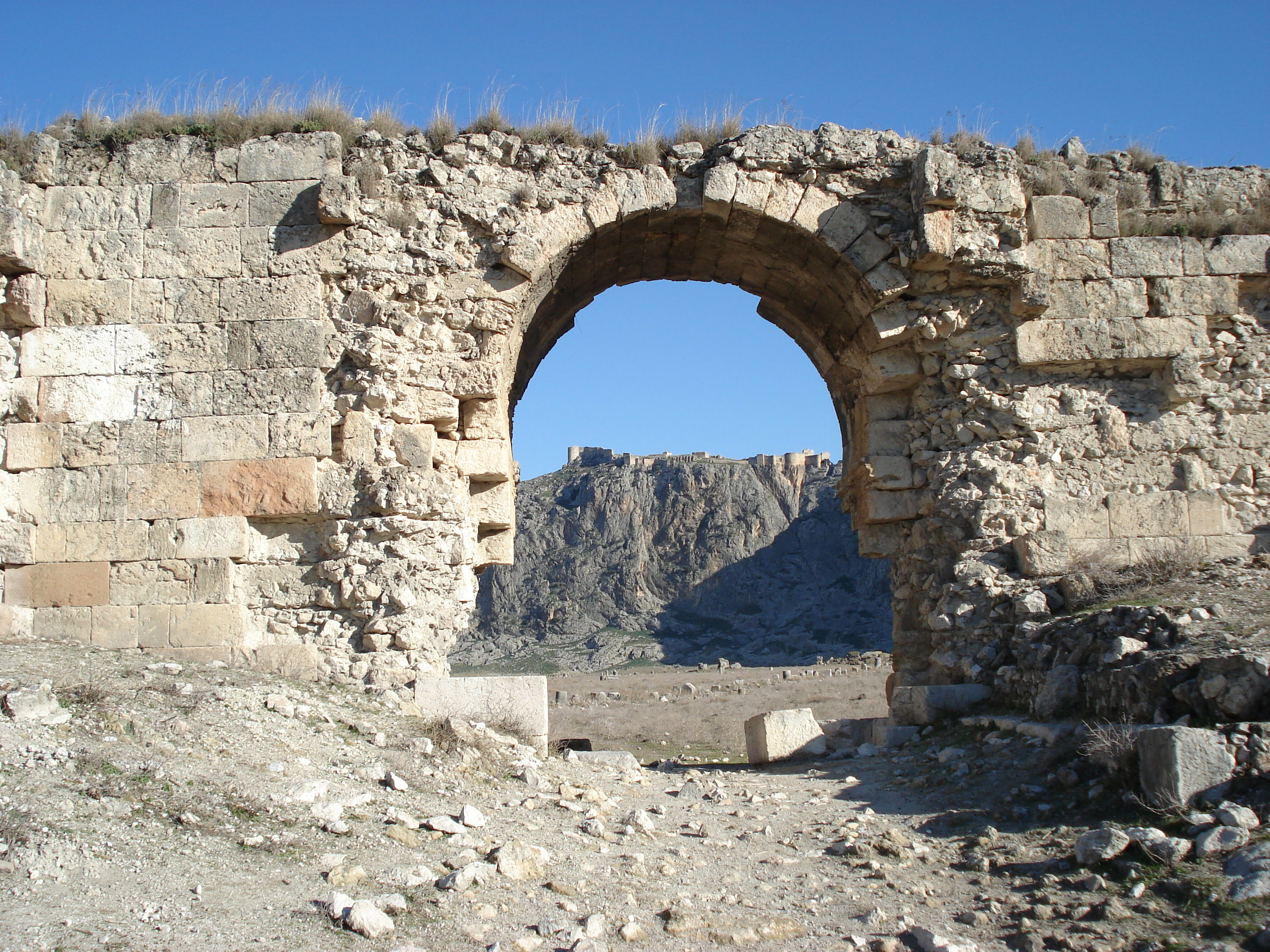
Західна брама